# روابط هنگ کنگ و هند
هنگ کنگ – هند (چینی: 印港關係 ; هندی: भारत–हांग कांग संबंध) به روابط دوجانبه هند و هنگ کنگ اشاره دارد. هند یک سرکنسولگری در هنگ کنگ دارد.

## روابط اقتصادی
مقامات پولی هنگ کنگ و بانک مرکزی هند تفاهم نامه همکاری نظارتی و تبادل اطلاعات را در ۱۷ ژوئیه ۲۰۱۴ امضا کردند. رئیس سازمان توسعه تجارت هند در ۴ اکتبر ۲۰۱۶ از هنگ کنگ بازدید کرد. در این بازدید، تفاهم نامه ای برای تقویت تجارت و تجارت دوجانبه (به ویژه برای شرکت‌های کوچک و متوسط) بین سازمان توسعه تجارت هند و شورای توسعه تجارت هنگ کنگ امضا شد. ناوشاد فوربس، رئیس کنفدراسیون صنعت هند یک هیئت را در نوامبر ۲۰۱۶ به هنگ کنگ فرستاد.

### تجارت
هنگ کنگ چهارمین مقصد بزرگ صادرات هند است و همچنین صادرکننده مجدد کالاهای هندی به سرزمین اصلی چین است.
تجارت دوجانبه بین هند و هنگ کنگ در سال ۲۰۱۷ بالغ بر ۲۶ میلیارد دلار بود، هند ۱۵ میلیارد دلار کالا به هنگ کنگ صادر کرد و ۱۱ میلیارد دلار واردات داشت. کالاهای اصلی صادراتی هند به هنگ کنگ مروارید، سنگ‌های قیمتی و نیمه قیمتی، چرم، تجهیزات الکتریکی، پنبه، ماهی، سخت پوستان، ماشین آلات، پوشاک، مواد شیمیایی آلی، ابزارهای نوری و پزشکی و پلاستیک است. کالاهای عمده وارداتی هند از هنگ کنگ عبارتند از مروارید، سنگ‌های قیمتی و نیمه قیمتی، ماشین آلات، ابزارهای نوری و پزشکی، ساعت و ساعت، پلاستیک، پارچه‌های بافته شده خاص، محصولات تولیدی متفرقه، مواد شیمیایی آلی و کاغذ است.

## روابط فرهنگی
شورای روابط فرهنگی هند در ۴ سپتامبر ۲۰۱۵ تفاهم نامه ای را دربارهٔ "تأسیس استادی مدعو مطالعات هندی با دانشگاه چینی هنگ کنگ در ۴ سپتامبر ۲۰۱۵ امضا کرد.

## مهاجرت
هندی‌ها از اواسط قرن نوزدهم شروع به مهاجرت به هنگ کنگ کردند. از دسامبر ۲۰۱۶، حدود ۴۵۰۰۰ هندی در هنگ کنگ ساکن شدند که حدود نیمی از آنها شهروندان هندی هستند. این جامعه عمدتاً از سندی‌ها، گجراتی‌ها و پنجابی‌ها تشکیل شده‌است. هندی‌ها مؤسسات معروفی مانند دانشگاه هنگ کنگ، بیمارستان روتونجی و Star Ferry را در هنگ کنگ تأسیس کرده‌اند.

## گردشگری
هنگ کنگ مقصد اصلی گردشگران هندی است و سالانه بیش از ۵۰۰۰۰۰ هندی از هنگ کنگ بازدید می‌کنند.